# Cubanit
Cubanit är ett metallglänsande, mässingsgult mineral av järn-koppar-sulfid (CuFe2S3), även känd som ”chalmersite”. Det beskrevs första gången vid en förekomst i Mayari-Baracoa Belt, Oriente-provinsen på Kuba.

## Förekomst
Cubanit förekommer i hydrotermala mineraliseringar. Cubanit uppträder vanligen tillsammans med kopparkis (CuFeS2). Den förekommer även i samband med guld i några guldgruvor.
Noterade förekomster finns i Barracanao på Kuba, Morro Velho guldgruvan, Minas Gerais i Brasilien, bergskedjan Harz i Tyskland och Henderson Mine, Chibougamau, Quebec i Kanada.
Svenska fyndorter är Kaveltorp och Tunaberg.

## Egenskaper
Cubanit har en ljus metallisk lyster och gyllene färg. Den bildar ofta tvillingar som uppfattas som kraftigt spetsiga sparrar eller cykliska sexuddiga stjärnor. Mineralet är starkt magnetiskt.

## Användning
Cubanit används i liten utsträckning som kopparmalm i samband med förekomst i annan kopparmalm.